# Wełyki Prićky
Wełyki Prićky (ukr. Великі Пріцьки) – wieś na Ukrainie, w obwodzie kijowskim, w rejonie obuchowskim, w hromadzie Rzyszczów. W 2001 roku liczyła 762 mieszkańców

## Dwór
- murowany, piętrowy dwór od frontu posiadał portyk z czterema kolumnami doryckimi, podtrzymującymi fronton, na rogach budynki były piętrowe, kryte dachem czterospadowym, obok park angielski  zaprojektowany przez Dionizego Miklera[2].